# Kuduro
Kuduro é um género musical e sobretudo um género de dança originário de Angola, que foi influenciado por outros géneros como Sungura e Rap.
Recentemente, o Kuduro tornou-se um fenómeno musical em todos os países de língua portuguesa, assim como em outras partes do mundo.

## Origem
O Kuduro surge em finais dos anos 80, primeiro como uma dança e com o passar do tempo evoluindo para um género musical, estilo house africano em que se mistura elementos electrónicos com o folclore tradicional, feito pelo povo mais pobre de Luanda e com os meios precários que dispunham. A música é peculiar no uso de breaks e funk muito utilizados nos anos 80 para criar melodias, mas utilizando loops e letras explícitas, que acabam por ser um reflexo de boa parte da população.
O nome da dança referia-se a um movimento peculiar em que os dançarinos parecem ter a "bunda dura", simulando uma forma agressiva e agitada de dançar como os golpes de Van Damme. Segundo Tony Amado, auto-proclamado criador do Kuduro e conhecido como o "Rei do Kuduro", a ideia da dança surgiu depois de ver o filme de Jean Claude Van Damme, O Desafio do Dragão (1989), em que o actor aparece num bar, todo bêbado, a dançar com um estilo muito rijo e pouco habitual para aquela época.

## Estilo musical
As letras caracterizam-se pela sua simplicidade e humor. São geralmente escritas em português, e muitas vezes com algum vocabulário de línguas angolanas como, por exemplo, Umbundo, Tshokwe, Luvale, Kikongo e Kimbundo, tais como as músicas Da Dombolo, de Dj SL.[carece de fontes?]
Actualmente o Kuduro tem sido modernizado, com novas danças. Novas batidas (instrumental) e  grupos musicais criando uma figura e representação próprias, tais como a pintura do cabelo visto em Nagrelha, Sebem e Nellisbrada Catchenhé, ou usando trajes típicos como os Namayer de Príncipe Ouro Negro e de Presidente Gasolina.[carece de fontes?]
Desde o final dos anos 2000, o Kuduro expandiu-se para além das fronteiras de Angola, popularizando-se em Portugal, França e no Brasil. O género passou a coexistir com outros estilos africanos modernos como o Afrobeat e o Amapiano, em festas da diáspora africana.[carece de fontes?]

## Popularidade

### I Love Kuduro (documentário)
O documentário I Love Kuduro, realizado pelos irmãos Mário e Pedro Patrocínio, estreou com grande êxito no Festival Internacional de Cinema do Rio de Janeiro, o maior Festival de Cinema da América Latina, e em Portugal, no DocLisboa. O documentário foi rodado em Angola e retrata a origem do fenómeno do Kuduro.

## Artistas
- Buraka Som Sistema
- Dog Murras
- Titica
- Pongo
- Príncipe Ouro Negro